# Carlo Dossi

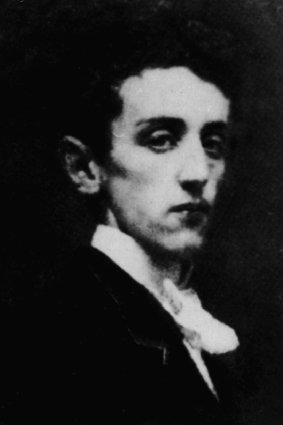
Porträt von Carlo Dossi

Carlo Alberto Pisani Dossi (* 27. März 1849 in Zenevredo, Königreich Lombardo-Venetien; † 1910 in Cardina, Monte Olimpino, Como) war ein italienischer Schriftsteller und Diplomat.
Als Schriftsteller bewunderte er das Spiel mit syntaktischen und lexikalischen Elementen, außerdem verwendete er lateinische und lombardische Ausdrücke in seiner Prosa.

## Leben
Carlo Dossi wird als Sohn einer Adelsfamilie geboren und genießt eine hervorragende Ausbildung. Er interessiert sich bereits in seiner Jugend sehr für Literatur und beginnt früh selbst zu schreiben. Mit 15 Jahren verfasst er eine Komödie für Kinder. Er schreibt weiter und begeistert sich auch für den Journalismus. Nachdem er in relativ kurzer Zeit mehrere Werke verfasst hat (L'altrieri, Vita di Alberto Pisani und Note azzurre) wendet er sich einer politischen Laufbahn zu.
Er beginnt 1870 im Außenministerium in Rom zu arbeiten und unter der Regierung von Francesco Crispi verfolgt er eine Karriere als Diplomat. 1892 gelangt er so nach Kolumbien, an die italienische Botschaft in Bogotá, wo er Carlotta Borsani heiratet. 1895 wird er nach Athen versetzt, wo er beginnt sich für die Archäologie zu begeistern. Schließlich wird er Gouverneur von Eritrea. Während seiner langen Auslandsaufenthalte führt er seine schriftstellerische Arbeit fort.
Nach Tode Crispis beendet er seine diplomatische Karriere und zieht sich im Jahre 1901 mit seiner Frau und seinen drei Kindern auf ein Landhaus bei Como zurück. Dort beschäftigt er sich hauptsächlich mit Archäologie. Carlo Dossi stirbt im Jahre 1910.

## Werke
- L'altrieri, 1868.
- Vita di Alberto Pisani, 1870.
- Ona famiglia de cialapponi, 1873, (mit Gigi Pirelli).
- La colonia felice, 1878.
- Gocce d'inchiostro, 1880.
- Ritratti umani, dal calamajo di un medico, 1874.
- Ritratti umani - Campionario, 1885.
- Desinenza in A, 1878 und 1884.
- Fricassea critica di arte, storia e letteratura, 1906.
- Ro vaniana, 1944 (postum, unvollendet).
- Note azzurre, 1964 (postum, zum Teil bereits 1912 erschienen).